# Jordan-Hare Stadium
Le Jordan-Hare Stadium est un stade de football américain situé sur le campus de l'Université d'Auburn. C'est l'enceinte utilisée par les Auburn Tigers. Ce stade qui offre une capacité de 88 043 places est la propriété de l'Université d'Auburn.
Le stade comptait 7500 places lors de son inauguration en 1939 sous le nom d'Auburn Stadium. L'enceinte fut rebaptisée Cliff Hare Stadium en 1949 puis Jordan-Hare Stadium en 1973 en l'honneur de Shug Jordan, ancien entraîneur des Tigers.
Neuf phases d'extension se sont succédé de 1949 à 2004 pour porter la capacité à 21 500 en 1949, 44 500 en 1960, 72 169 en 1972, 85 124 en 1987 et 87 451 en 2004.

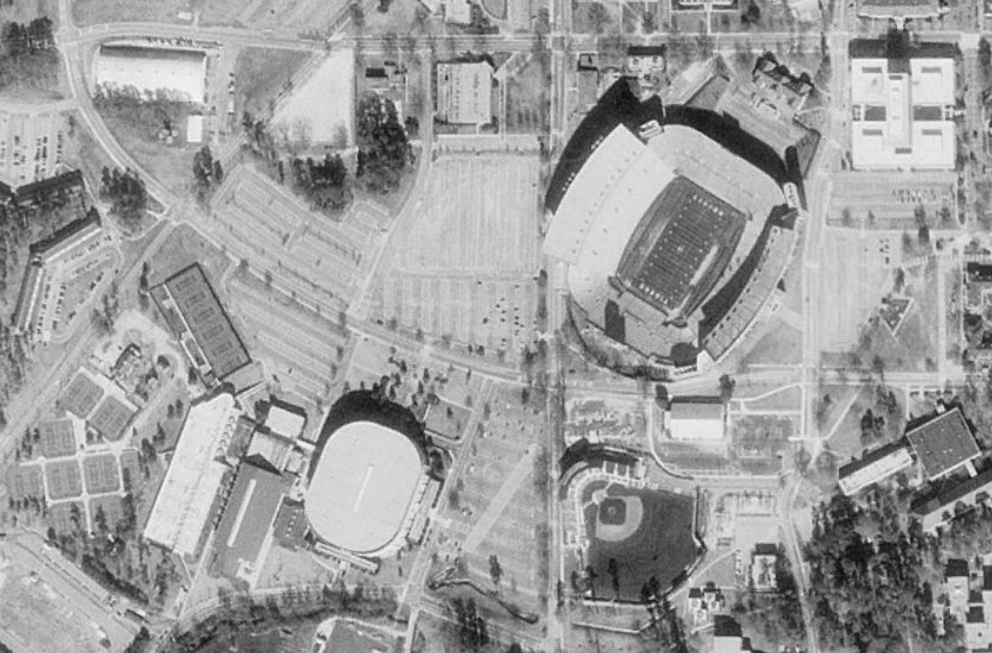
Image satellite